# Guardamar de la Safor
Guardamar de la Safor település Spanyolországban, Valencia tartományban. Guardamar de la Safor Daimús, Gandia, Bellreguard és Miramar községekkel határos. Lakosainak száma 607 fő (2024).

## Népesség
A település népessége az utóbbi években az alábbiak szerint változott:
| Lakosok száma | 69   | 196  | 343  | 358  | 497  | 487  | 472  | 526  | 567  | 607  |
|               | 2001 | 2004 | 2007 | 2009 | 2012 | 2014 | 2017 | 2019 | 2022 | 2024 |